# Nicanor, o Diácono
Nicanor (em grego: Νικάνορ) foi um dos Sete Diáconos. Foi martirizado em 76.